# Nacho Ferri
Pour les articles homonymes, voir Ferri.
Ignacio Ferri Julià, plus connu sous le nom de Nacho Ferri, né le 5 octobre 2004 à Montaverner en Espagne, est un footballeur espagnol qui joue au poste d'attaquant au KVC Westerlo.

## Biographie

### Carrière en club
Ferri commence à jouer au football à l’âge de six ans dans sa ville natale, au sein de l’UD Montaverner. Après des passages à l’Ontinyent CF et à l’UD Alzira, l’avant-centre rejoint l’Allemagne et l’Eintracht Francfort à l’été 2021. Le 1er novembre 2022, peu après son 18e anniversaire, il signe son premier contrat professionnel, valable jusqu’en 2025. Intégré à l’équipe réserve du club, recréée pour la saison 2022-2023, il s’impose immédiatement comme titulaire et pilier de l’effectif, contribuant à la montée en Regionalliga Südwest avec 26 buts en 33 rencontres. Parallèlement, il dispute 11 matchs avec les moins de 19 ans de Francfort en championnat d’Allemagne des moins de 19 ans et 6 rencontres en UEFA Youth League,. Début août 2023, le joueur, membre de l’équipe professionnelle depuis octobre 2022, prolonge anticipativement son contrat d’une année. Le 24 septembre 2023, il fait ses débuts en Bundesliga lors d’un match nul (0-0) contre le SC Fribourg, puis marque son premier but dans l’élite le 4 novembre 2023, scellant la victoire face à l'Union Berlin (3-0).
Pour la saison 2024-2025, il est prêté en Belgique au KV Courtrai.
Le 8 juillet 2025, après une saison pleine en prêt à Courtrai, Nacho Ferri signe officiellement en Belgique du côté du KVC Westerlo pour une durée de quatre saisons. 

### En sélection
Il fait plusieurs apparitions avec l'Espagne en catégories jeunes, d'abord avec les moins de 15 ans en 2019, puis avec les moins de 19 ans en 2023.

## Statistiques

### En club
| Saison                | Club                     | Championnat           | Championnat | Championnat | Championnat | Coupe(s) nationale(s) | Coupe(s) nationale(s) | Coupe(s) nationale(s) | Compétition(s) continentale(s) | Compétition(s) continentale(s) | Compétition(s) continentale(s) | Compétition(s) continentale(s) | Autres compétitions | Autres compétitions | Autres compétitions | Autres compétitions | Total | Total | Total |
| Saison                | Club                     | Division              | M.          | B.          | P.d.        | M.                    | B.                    | P.d.                  | Comp.                          | M.                             | B.                             | P.d.                           | Comp.               | M.                  | B.                  | P.d.                | M.    | B.    | P.d.  |
| 2022-2023             | Eintracht Francfort rés. | Oberliga              | 33          | 26          | 11          | -                     | -                     | -                     | -                              | -                              | -                              | -                              | -                   | -                   | -                   | -                   | 33    | 26    | 11    |
| 2023-2024             | Eintracht Francfort rés. | Regionalliga          | 19          | 10          | 3           | -                     | -                     | -                     | -                              | -                              | -                              | -                              | -                   | -                   | -                   | -                   | 19    | 10    | 3     |
| Sous-total            | Sous-total               | Sous-total            | 52          | 36          | 14          | 0                     | 0                     | 0                     | -                              | 0                              | 0                              | 0                              | -                   | 0                   | 0                   | 0                   | 52    | 36    | 14    |
| 2023-2024             | Eintracht Francfort      | Bundesliga            | 8           | 1           | 0           | 1                     | 0                     | 0                     | C4                             | 4                              | 0                              | 0                              | -                   | -                   | -                   | -                   | 13    | 1     | 0     |
| 2024-2025             | KV Courtrai (prêt)       | Division 1A           | 27          | 6           | 1           | 2                     | 0                     | 1                     | -                              | -                              | -                              | -                              | PO3                 | 5                   | 2                   | 0                   | 34    | 8     | 2     |
| Total sur la carrière | Total sur la carrière    | Total sur la carrière | 87          | 43          | 15          | 3                     | 0                     | 1                     | -                              | 4                              | 0                              | 0                              | -                   | 5                   | 2                   | 0                   | 99    | 45    | 16    |

## Palmarès
Eintracht Francfort rés.
- Oberliga Hessen
  - Champion en 2022-2023[12]